# Ћерпич
Ћерпич (черпић), у Србији позната и као тугла, назив је за непечену опеку направљену од блата и сушену на сунцу. Блато се обично мешало са песком и сламом да би добила боља конструктивна својства и да би се лакше повезивало, а у неким крајевима света и са балегом. Ова смеша би се стављала у дрвене калупе и сушила на сунцу. При зидању би се повезивао свежим блатом. Оптималан однос компоненти земљишта за ћерпич је: 15% глине, 10–30% праха и 55–75% финог песка.
Непечена цигла је најстарији грађевински материјал, раширен по целом свету, од Азије, Африке, Европе до Америке где су Индијанци Аризоне, Њу Мексика и Мексика градили ћерпичем. Ћерпична архитектура је датирана на пре 5.100 година п. н. е.
Грађевине од ћерпича су врло издржљиве, а поред тога што им је градња најјефтинија, акумулирају енергију (добар су изолатор) па су преко зиме топле, а лети хладне.

## Етимологија
У српском овај архаични израз потиче из турског језика (тур. kerpiç), сличан термин истог корена је и бугарски кирпич, а у многим језицима основа му је арапска (арап. الطّوب [ат-туб] — „опека од блата”), тако се у енглеском, шпанском, француском, италијанском... употребљава реч adobe. Ат-туб има корене у староегипатској речи ђ-б-т — „блато”, која се у коптском трансформисала у тобе и прешла у арапски.

## Јачина
У сувим климатским условима, черпићне структуре су изузетно издржљиве и заступљене су у неким од најстаријих постојећих зграда на свету. Највећа грађевина направљена од адобе опека је утврђење Арг-е Бам у Ирану из 500. п. н. е. Тврђава је делимично срушена у разорном земљотресу 26. децембра 2003. године. Черпићне зграде нуде значајне предности због своје веће термалне масе, али се зна да су посебно подложне оштећењима услед земљотреса ако се на неки начин не ојачају. Случајеви у којима су черпићне структуре биле знатно оштећене током земљотреса укључују земљотрес у Гватемали из 1976. године, земљотрес у Баму из 2003. године и земљотрес у Чилеу 2010. године.

## Дистрибуција
Зграде направљене од земље осушене на сунцу су уобичајене широм света (Блиски исток, западна Азија, Северна Африка, западна Африка, Јужна Америка, југозападна Северна Америка, Шпанија и источна Европа). Черпић су користили домородачки народи Америка у југозападним Сједињеним Државама |year=2009}}, Мезоамерици и Андима током неколико хиљада година. Пуеблански народи су градили структуре од черпића са прегрштима или кошевима черпића, све док Шпанци нису увели прављење цигле. Черпићне цигле су кориштене у Шпанији од касног бронзаног и гвозденог доба (од осмог века пне). Његова широка употреба може се приписати једноставности дизајна и производње, и економичности.

## Композиција
Цигла од ћерпича је композитни материјал направљен од земље помешане са водом и органског материјала попут сламе или балеге. Састав тла обично обухвата песак, муљ и глину. Слама је корисна ради везивне чврстоће цигле и омогућава да се цигла равномерно осуши, чиме се спречава пуцање услед неједнаких стопа скупљања кроз циглу. Галега нуди исту предност. Најпожељнија текстура земљишта за производњу муља за ћерпич је 15% глине, 10–30% муља и 55–75% ситног песка. Други извор наводи 15–25% глине и остатак песка и крупнијих честице до калдрме од 50 до 250 mm (2 до 10 инча), без штетног ефекта. Савремени ћерпич се стабилизује са емулгованим асфалтом или Портланд цементом до 10% тежине.
Не више од половине садржаја глине не би требало да буде експанзивна глина, а остатак неекспанзивни илит или каолинит. Превише експанзивне глине доводи до неравномерног сушења кроз циглу, што доводи до пуцања, док ће превише каолинита направити слабу циглу. Типично, тла југозапада Сједињених Држава, где је таква конструкција била широко коришћена, имају адекватан састав.

## У Србији
У Србији и на Балкану су се куће од ћерпича или тугле правиле вероватно још од средњег века па све до 1930-их година када је почела масовнија употреба печене цигле. Куће од тугле су биле уобичајене за оне крајеве у којима је било обилне количине земљишта као што су Шумадија, Поморавље, Повардарје, Војводина, Славонија и Босна док је у каменитим пределима попут Црне Горе, Далмације и Херцеговине била заступљенија изградња кућа од камена или дрвета.
За изградњу куће од ћерпича је била потребна одређена вештина па су тако по селима постојали мајстори зидари који су правили туглу и градили куће домаћинима. Овакве куће су се одликовале дуговечношћу, а такође су имале изванредну топлотну и звучну изолацију па је тако зими одржавана виша температура док је лети боравак у њима био много пријатнији. Мана кућа од тугле је појава мишева и инсеката па су тако укућани били приморани да примењују разне методе како би их искоренили.
Куће од тугле су се у највећем броју случаја кречиле у бело, а укућани су развили обичај да се током крсне славе оцрњује плафон свећом како би гости наредне године видели да је поново кречено.